# Microleptes splendidulus
Microleptes splendidulus là một loài tò vò trong họ Ichneumonidae.